# Organisation für die Zusammenarbeit der Eisenbahnen

Logo der OSShD

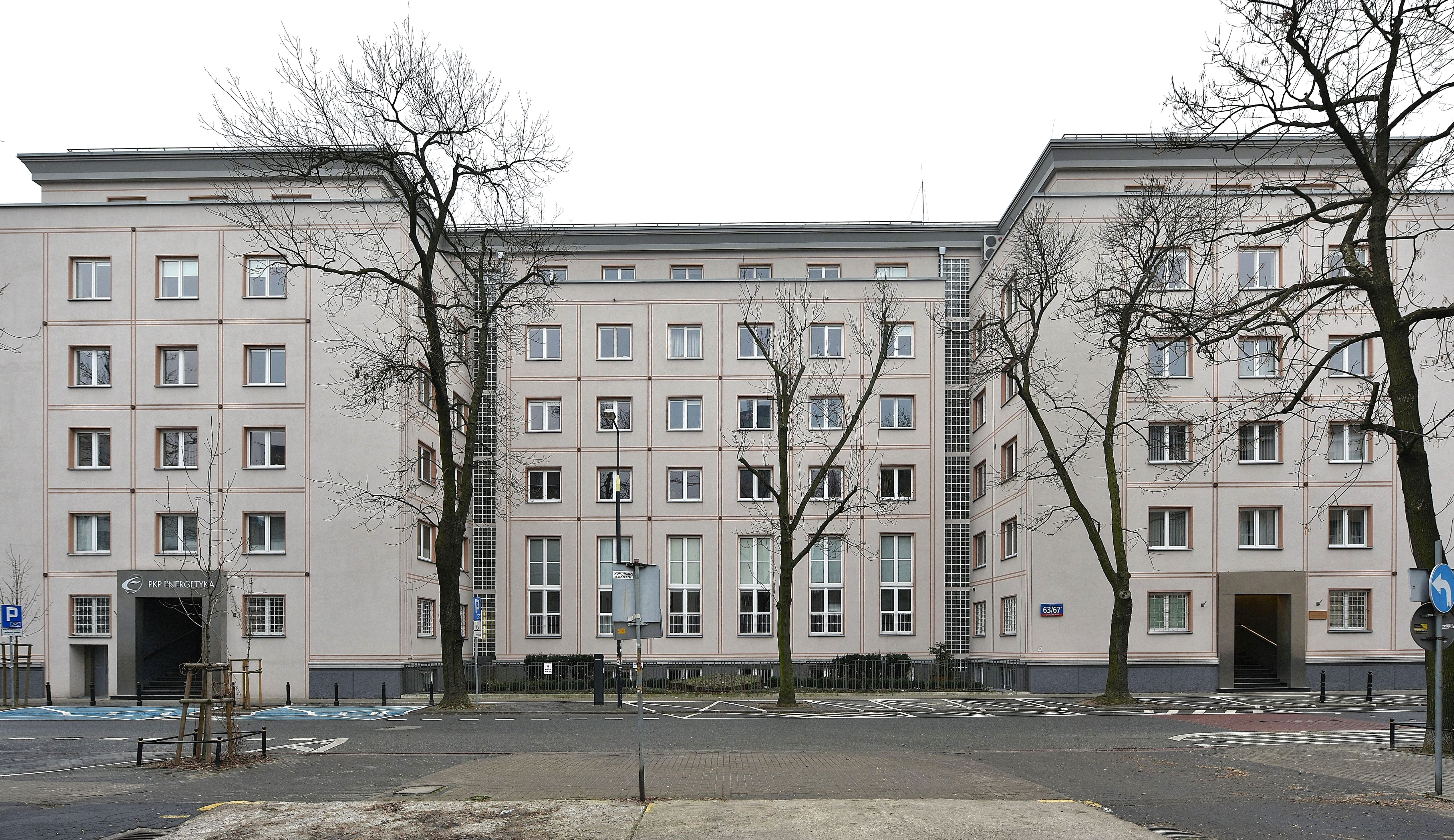
Sitz der OSShD in Warschau

Mitglieder der OSShD: Mitgliedsstaaten (grün), Beobachterstatus (blau)

Die Organisation für die Zusammenarbeit der Eisenbahnen (englisch: Organization for Co-operation between Railways, OSJD; russisch Организация сотрудничества железных дорог Organisazija sotrudnitschestwa schelesnych dorog, abgekürzt ОСЖД (OSSchD, auch als OSZhD transkribiert); chinesisch 铁路合作组织, Pinyin Tiělù hézuò zǔzhī, kurz 铁组,  Tiězǔ) ist eine internationale Organisation auf dem Gebiet des Eisenbahnverkehrs. Auf Deutsch wurde der Name früher auch als „Komitee für Eisenbahnverkehr“ wiedergegeben.

## Geschichte
Nach dem Zweiten Weltkrieg führte die Bildung von „Blöcken“ auch verkehrsgeografisch zu veränderten Vernetzungen und Schwerpunkten. Um das zu organisieren, bildeten die Bahnen des „Ostblocks“ Arbeitsgemeinschaften, um eine Reihe von Abkommen zu erarbeiten. Das waren:
1. Abkommen über die Beförderung von Reisenden und deren Gepäck im internationalen Verkehr (MPS) – heute: Abkommen über den internationalen Verkehr von Reisenden (SMPS)
2. Abkommen über die Beförderung von Gütern im internationalen Verkehr (MGS) – heute: Abkommen über den internationalen Eisenbahngüterverkehr (SMGS)
3. Tarif für die Beförderung von Reisenden, deren Gepäck und als Gepäck aufgegebene Güter (MPT)
4. Einheitlicher Transittarif [für den Güterverkehr] (ETT)
5. Vorschriften für die Nutzung der Wagen im internationalen Verkehr (Regeln für die gegenseitige Nutzung von Personen- und Güterwagen im internationalen Verkehr, Prawila polsowanija wagonami w meschdunarodnom soobschtschenii – PPW)
6. Regeln für die Abrechnung der Abkommen MPS und MGS

Die Abkommen traten zum 1. November 1951 in Kraft. Die Betreuung der MPS- und MGS-Abkommen übernahm die Polnische Staatsbahn (PKP), die dafür ein Büro in Warschau einrichtete.
Die Abkommen erforderten immer wieder Anpassungen an geänderte verkehrliche und technische Gegebenheiten. Außerdem ergaben sich neue Arbeitsfelder – wie etwa technische Standardisierungen – die abgesprochen werden mussten. Für all das empfahl sich die Gründung einer festen Stelle, die das koordinierte. So beschloss eine Konferenz der Eisenbahnminister der beteiligten Staaten am 28. Juni 1956 in Sofia, die OSShD zu gründen. Beteiligt waren:
- Volksrepublik Bulgarien
- Volksrepublik China
- Deutsche Demokratische Republik
- Mongolische Volksrepublik
- Demokratische Volksrepublik Korea
- Volksrepublik Polen
- Volksrepublik Rumänien
- Sowjetunion
- Tschechoslowakische Sozialistische Republik
- Volksrepublik Ungarn

Der Zusammenschluss entsprach in seiner Zusammensetzung den RGW-Staaten, örtlich angedockt wurde die OSSchD an das in Warschau bereits bestehende Büro für die MPS- und MGS-Abkommen.
Bis 1990 traten der OSShD noch die Staaten Albanien, Kuba und Vietnam bei. Nach der Wiedervereinigung blieb Deutschland, in Nachfolge der DDR-Mitgliedschaft, nur noch als Beobachter der OSShD. Nach dem Auseinanderbrechen der Sowjetunion trat Russland deren Nachfolge an, während alle ehemaligen Sowjetrepubliken mit Ausnahme Armeniens im Zeitraum zwischen 1992 und 1995 wieder der Organisation beitraten. Zusätzlich schloss sich 1997 der Iran als Vollmitglied an, während Finnland, Frankreich und Griechenland ebenfalls Beobachterstatus erhielten. Im Jahr 2018 konnte Südkorea aufgenommen werden, nachdem das Gründungsmitglied Nordkorea seine Vetoposition aufgegeben hatte (Neumitglieder werden nur einstimmig aufgenommen). Jüngste Mitglieder der OSSchD sind Afghanistan und Laos. Zusätzlich zur Mitgliedschaft auf staatlicher Ebene (vertreten durch die jeweiligen für den Eisenbahnverkehr zuständigen Ministerien) vergibt die OSSchD seit 2017 auch einen sog. Beobachterstatus an ausgewählte Betreibergesellschaften, darunter die Deutsche Bahn. Weitere 36 Eisenbahnunternehmen sind in der OSSchD als sog. verbundene Unternehmen („affiliated enterprises“) geführt.
Nach dem russischen Überfall auf die Ukraine 2022 wird der Krieg im offiziellen Organ der OSShD, dem OSJD Buletin, totgeschwiegen. Im gesamten Jahrgang 2022 fand sich dazu nichts. Erstmals in der Ausgabe 2023/1 fand sich wieder ein Bericht, der die ukrainische Bahn betraf. Es geht um die Wiederaufnahme des Personenverkehrs zwischen der Ukraine und Rumänien sowie der Ukraine und Moldau. Auch hier und weiterhin findet sich kein Wort zum Krieg.

## Organisation
Sitz der OSShD ist Warschau. Das oberste politische Lenkungsorgan ist die Konferenz der Minister. Darin vertreten sind die für den Eisenbahnverkehr zuständigen Minister der OSSchD-Mitgliedsstaaten. Die Konferenz trifft die Entscheidungen in allen Aktivitätsfeldern der OSSchD und berücksichtigt dabei Empfehlungen der Konferenz der Generaldirektoren der Eisenbahnen der OSSchD (aktuell 28 Mitglieder, Eisenbahnbetreiber Albaniens und Kubas nicht vertreten). Das ausführende Organ ist das Komitee der OSSchD, dessen Vorsitzender ist Mirosław Antonowicz.
Die OSShD hat folgende 30 staatliche Mitglieder:
| Afghanistan         | Kirgisistan | Russland      |
| Albanien            | Kuba        | Slowakei      |
| Aserbaidschan       | Laos        | Südkorea      |
| Belarus             | Lettland    | Tadschikistan |
| Bulgarien           | Litauen     | Tschechien    |
| Volksrepublik China | Moldau      | Turkmenistan  |
| Estland             | Mongolei    | Ukraine       |
| Georgien            | Nordkorea   | Ungarn        |
| Iran                | Polen       | Usbekistan    |
| Kasachstan          | Rumänien    | Vietnam       |

Fünf Bahnbetreiber haben Beobachterstatus: Deutsche Bahn, SNCF, Organismos Sidirodromon Ellados, Eisenbahnen Serbiens und der Personenverkehr der RŽD.

## Aufgaben
Hauptaufgabe der OSShD ist die Entwicklung und Verbesserung des internationalen Eisenbahnverkehrs, insbesondere zwischen Europa und Asien, sowie die technisch-wissenschaftliche Zusammenarbeit der Mitgliedsländer. Die OSShD koordiniert die beteiligten Eisenbahnen und betreut Vereinbarungen zwischen ihnen. Für die ehemaligen RGW-Staaten und deren Nachbarländer dient die OSShD auch als Normungsgremium. Die OSShD plant transkontinentale Verkehrskorridore und arbeitet an der Harmonisierung von Frachtrecht und technischen Bedingungen im internationalen Eisenbahnverkehr.
Die OSShD gibt seit 1958 eine Zeitschrift heraus. Sie erscheint seitdem mit sechs Ausgaben im Jahr, jeweils sprachlich in drei parallelen Versionen und zwar in Russisch, Chinesisch und Englisch. Bis Ende 2014 erschien statt einer englischsprachigen eine deutschsprachige Ausgabe.